# Domvallier
Domvallier là một xã, nằm ở tỉnh Vosges trong vùng Grand Est của Pháp. Xã này có diện tích 3,24 km², dân số năm 1999 là 137 người. Xã này nằm ở khu vực có độ cao trung bình 288 m trên mực nước biển.
Dân địa phương tiếng Pháp gọi là Domvallois.

## Biến động dân số
| 1710                                         | .... | .... | 1789 | 1804 | 1830 | 1840 | 1845 | 1867 | 1877 | 1889 | 1906 | .... | .... | 1962 | 1968 | 1975 | 1982 | 1990 | 1999 |
| -------------------------------------------- | ---- | ---- | ---- | ---- | ---- | ---- | ---- | ---- | ---- | ---- | ---- | ---- | ---- | ---- | ---- | ---- | ---- | ---- | ---- |
| 95                                           |      |      | 93   | 151  | 146  | 184  | 209  | 209  | 204  | 180  | 172  |      |      | 135  | 127  | 116  | 139  | 136  | 137  |
| Số liệu từ năm 1962: Dân số không tính trùng |      |      |      |      |      |      |      |      |      |      |      |      |      |      |      |      |      |      |      |